# Chrysometa saramacca
Chrysometa saramacca là một loài nhện trong họ Tetragnathidae.
Loài này thuộc chi Chrysometa. Chrysometa saramacca được Herbert W. Levi miêu tả năm 1986.